# Холмський морський торговельний порт
47°02′48″ пн. ш. 142°02′37″ сх. д. / 47.04661° пн. ш. 142.04366° сх. д.
Холмський морський торговельний порт (рос. Холмский морской торговый порт) — стивідорна компанія в російському морському порту Холмськ.

## Історія
До Російсько-японської війни у гавані, де зараз знаходиться порт, були рибні промисли.
Після війни японська влада відразу звернула увагу на вигідне розташування незамерзаючої бухти.
При здачі рибальських ділянок на 1906 японці закрили рибні промисли безпосередньо в бухті Маока, оскільки тут почалося будівництво порту
. .
Перші гідротехнічні споруди були споруджені в 1909—1910 роках, основні споруди споруджувались в 1935—1938
.
За часів губернаторства Карафуто порт Маока вважався поряд з Отомарі головним портом, через який йшов потік переселенців і вантажне сполучення, особливо взимку, коли порт Отомарі замерзав.
Під час Радянсько-японської війни в порту було висаджено десант, який захопив спочатку місто, а потім і райони Південного Сахаліну.
У радянські часи порт здобув бурхливий розвиток під час будівництва поромної переправи Ваніно — Холмськ, що має найважливіше значення для сполучення острова з материком і досі.
У 1992 році було приватизовано, утворено ВАТ «Холмський морський торговельний порт».
З 2007 року 100 % акцій порту належать юридичним та фізичним особам
.

## Опис

### Розташування
Холмський морський торговельний порт розташований на західному узбережжі південної частини острова Сахалін, у вершині незамерзаючої затоки Невельського, сполучений з обласним центром залізниці та автомобільними дорогами.
Цілорічна навігація, наявність поромно-залізничного сполучення з материком, забезпечує порту першорядне значення у здійсненні транспортного сполучення острівної області з іншими регіонами Росії.
Для плавання суден він відкритий цілий рік.
Лід тримається з початку січня до середини березня, але навігації не перешкоджає.
Акваторія порту Північним і Південним молами і прямою лінією, що з'єднує їх кінцівки, ділиться на внутрішню акваторію, де розташована гавань торгового порту, і зовнішній рейд
.
У Східному ковші базується яхт-клуб.
Є кілька залізничних колій до станції Холмськ-Сортувальний.
Причали порту
Морський торговельний порт складається з 9 причалів загальною довжиною 858,4 м.
З них 7 причалів є вантажними (3 універсальні та 2 спеціалізовані поромні) та 2 допоміжні.
Причали обладнані залізничними коліями.

### Устаткування порту
Перевантажувальне обладнання торговельного порту: 5 портальних кранів вантажопідйомністю від 5 до 20 т, 1 кран 40 т, 3 автонавантажувачі вантажопідйомністю до 1,5 і 3 автонавантажувачі 10 т
.

### Складські приміщення порту
Для зберігання вантажів порт має криті та відкриті склади загальною площею відповідно 15,0 і 40,0 тис. м².
У критих складах можна розмістити до 10 тис. т вантажів у пакетах, а на відкритих майданчиках — до 14 тис. т.
Місткість вугільного складу — 25-30 тис. т

## Навігація
Порт відкритий для навігації цілий рік і доступний для будь-яких середньотоннажних суден дедвейтом до 7000 тонн.
Ширина вхідного фарватеру 140 м, глибина на вході в гавань 11-12 м, глибина в гавані понад 9 м.
Лоцманське проведення суден на акваторії порту є обов'язковим
До торгового порту можуть увійти транспортні судна довжиною до 110 м, шириною до 20 м і з осадкою до 6,0 м; пороми довжиною до 127 м, шириною до 20 м, з осадкою не більше 6,4 м.
Східний (або малий) ківш, розташований в акваторії торгового порту, доступний для суден з осадкою до 1,8 м.